# Rixö
Rixö è un'area urbana della Svezia situata nel comune di Lysekil, contea di Västra Götaland.
La popolazione rilevata nel censimento 2010 era di 357 abitanti .